# George FitzClarence (1er comte de Munster)
George Augustus Frederick FitzClarence, 1er comte de Munster, né le 29 janvier 1794 à Londres et mort le 20 mars 1842 dans la même ville, est un pair et un général britannique.

## Biographie
Il est l'aîné des enfants illégitimes de Guillaume IV du Royaume-Uni et de sa maîtresse Dorothea Jordan. Il reçoit une bonne éducation, même s'il parle assez mal l'anglais. Comme ses frères et sœurs, il a peu de contact avec sa mère après la séparation de ses parents en 1811, préférant s'appuyer sur son père. Il est officier dans l'armée pendant la Guerre d'indépendance espagnole et par la suite en Inde. Son père, si fier de son dossier militaire, était très inquiet de sa consommation d'alcool et de son addiction au jeu, vices auxquels beaucoup des frères de Guillaume étaient prédisposés.
Il est créé 1er comte de Munster, 1er vicomte FitzClarence et 1er baron Tewkesbury le 4 juin 1831, et fait conseiller privé en 1833. Le titre de « comte de Munster » a été porté par son père avant son accession au trône britannique. George, comme ses frères et sœurs, n'était pas satisfait des dispositions prises pour lui et, avec l'aggravation de son instabilité mentale, provoque une série de querelles avec son père qui se terminé en rupture complète. Même la mort de sa sœur, Sophia, l'enfant favorite du roi, en avril 1837, ne débouche pas sur une réconciliation.
Il obtient le grade de major-général dans l'armée britannique et le poste d'aide de camp de son père, le roi Guillaume IV, entre 1830 et 1837. Il occupe le poste de Lieutenant de la Tour de Londres entre 1831 et 1833, est gouverneur du château de Windsor, entre 1833 et 1842 et aide de camp de la reine Victoria, entre 1837 et 1841. Il est élu président de la Royal Asiatic Society en 1841.
Le 18 octobre 1819, il épouse lady Marie Wyndham (29 août 1792 – 3 décembre 1842), fille de George Wyndham 3e comte d'Egremont, et de sa maîtresse Elizabeth Fox. Ils sont les parents de sept enfants:
- Adélaïde Georgiana FitzClarence (28 août 1820 – 11 octobre 1883); célibataire.
- Augusta Margaret FitzClarence (29 juillet 1822 – 5 septembre 1846); mariée avec le baron Knut Philip Bonde à Paris en 1844, morte de la fièvre à Katrineholm, en Suède, lors de l'accouchement d'une fille (Ingeborg Augusta Sofia Bonde, 1846-1872).
- William FitzClarence (2e comte de Munster) (19 mai 1824 – 30 avril 1901).
- Frederick Charles George FitzClarence (1er février 1826 – 17 décembre 1878); marié à Adélaïde Augusta Wilhelmine Sidney, la fille de sa tante Sophie FitzClarence; sans descendance.
- Marie Gertrude FitzClarence (ca. 1832 – 1834)[5].
- George FitzClarence (15 avril 1836 – 24 mars 1894); marié à Henrietta Maria Scott (morte en 1912). Il est le grand-père du 6e comte de Munster. Le titre a disparu en 2000.
- Edward FitzClarence (8 juillet 1837 – 23 juillet 1855); décédé de ses blessures pendant le siège de Sébastopol dans la guerre de Crimée.

FitzClarence se suicide à l'âge de 48 ans, à Londres à l'aide d'un pistolet qui lui a été offert par le roi George IV lorsqu'il était prince de Galles. Son suicide n'est pas une surprise pour sa famille, qui était depuis longtemps préoccupée par son état mental. Son biographe l'attribue à « un sentiment de persécution. » Lors de leur enquête, son médecin et un chirurgien ont dit qu'ils avaient le sentiment qu'il était en train de devenir fou, et au cours des dernières années, certains ont pensé qu'il avait souffert de la maladie de la porphyrie qui avait accablé son grand-père et plusieurs autres membres de la famille.

## Travaux
Un compte rendu de son expérience dans la guerre de la Péninsule a été publiée dans:
Memoirs of the Late War: Comprising the Personal Narrative of Capt. Cooke, the History of the Campaign of 1809 in Portugal, by the Earl of Munster, and a Narrative of the Campaign of 1814 in Holland, by T.W.D. Moodie, 1831 (lire en ligne)